# Подедвуже (гмина)
Гмина Подедвуже (пол. Gmina Podedwórze) — сельская гмина (волость) в Польше, входит как административная единица в Парчевский повет, Люблинское воеводство. Население — 1906 человек (на 2004 год).

## Соседние гмины
1. Гмина Дембова-Клода
2. Гмина Яблонь
3. Гмина Соснувка
4. Гмина Вишнице
5. Гмина Вырыки